# Kwanbuk
Kwanbuk là một khu vực nằm trên địa phận tỉnh Hamgyong Bắc và Hamgyong Nam của Bắc Triều Tiên. Khu vực này có thể từng do người Ốc Trở kiểm soát. Khu vực này về sau chịu sự kiểm soát của Cao Câu Ly rồi đến Vương quốc Bột Hải, và trở thành vùng tranh giành giữa Cao Ly và nhà Kim.
Kwanbuk cũng được dùng để biểu thị cho phần phía bắc của Hamgyong, chủ yếu là Hamgyong Bắc, còn Kwannam đề cập đến Hamgyong Nam.
Tên Hán Việt của nó là "Quan Bắc", chữ quan ở đây có nghĩa là "biên ải". Hiện thuật ngữ này không còn được sử dụng